# Salsolicola
Salsolicola is een geslacht van vlinders van de familie bladrollers (Tortricidae), uit de onderfamilie Olethreutinae.

## Soorten
- S. eremobia Falkovich, 1964
- S. rjabovi Kuznetsov, 1960
- S. stshetkini Kuznetsov, 1960